# Sauropus stipitatus
Sauropus stipitatus är en emblikaväxtart som beskrevs av Joseph Dalton Hooker. Sauropus stipitatus ingår i släktet Sauropus och familjen emblikaväxter. Inga underarter finns listade i Catalogue of Life.